# سنتانیه‌للو
سنتانیه‌للو (به ایتالیایی: Sant'Agnello) یک کومونه در ایتالیا است که در استان ناپل واقع شده‌است. سنتانیه‌للو ۴٫۱ کیلومتر مربع مساحت و ۹٬۰۷۹ نفر جمعیت دارد.